# ワイン羊羹
ワイン羊羹（ワインようかん）は、羊羹にワインを加えた和菓子である。
北海道、岩手県、山梨県、岡山県、佐賀県、宮崎県など日本全国各地で、銘菓として製造・販売されている。

## 起源
1971年に山梨県の菊水屋によってぶどう酒入り羊羹の製造法の特許が取得されている（1968年7月5日出願。特許第641388号）。ただし、菊水屋では現在も「ワイン羊羹」を販売しているものの、実際に販売が開始されたのがいつであったのかや、「ワイン羊羹」という名称がいつから用いられているのかは明らかでない。
実際に製造・販売された記録としては、1974年に北海道池田町の「おかしの小松」で作られたとされる。

## 北海道池田町のワイン羊羹
北海道池田町町長の丸谷金保が地域振興策として、十勝ワインで有名なワイン城を建設する時に合わせ、1974年に小松幸雄が町長と協力して開発した。売り上げのピークでは年間20万本の販売実績をあげた。
原料にはワインの香りを出すために白豆の大手亡（おおてぼう）を使用している。風味には十勝ワインの赤、白、ロゼを使用している。
ドリームズ・カム・トゥルーのボーカルの吉田美和は、父親が「おかしの小松」に勤務していた関係で、帰省時に店に顔を出すことがあるという。